# Notoraja sapphira
Notoraja sapphira — вид хрящевых рыб рода Notoraja семейства Arhynchobatidae. Обитают в субтропических водах западной части Тихого океана между 25° ю. ш. и 35° ю. ш. и между 167° в. д. и 169°E в. д. Встречаются на глубине до 1313 м. Их крупные, уплощённые грудные плавники образуют округлый диск со треугольным заострённым рылом. Максимальная зарегистрированная длина 41,3 см. Не являются объектом целевого промысла.

## Таксономия
Впервые вид был научно описан в 2012 году. Видовой эпитет происходит от лат. sapphirus — «сапфир». Голотип представляет собой неполовозрелого самца длиной 36 см, пойманного в районе Норфолк Ридж (34°17′ ю. ш. 168°25′ в. д.) на глубине 1251—1268 м. Паратипы: самки длиной 34,2—42,2 см , пойманные там же на глубине 1195—1313 м.

## Ареал
Эти скаты обитают в водах Новой Каледонии и Новой Зеландии. Встречаются на глубине 1195—1313 м.

## Описание
Широкие и плоские грудные плавники этих скатов образуют округлый диск в виде сердечка с треугольным заострённым рылом.  На вентральной стороне диска расположены 5 жаберных щелей, ноздри и рот. На тонком хвосте имеются латеральные складки. У этих скатов 2 редуцированных спинных плавника и редуцированный хвостовой плавник. Ширина диска превосходит длину,  они составляют 51—54 % и 47—48 % длины тела соответственно. Рыло короткое. Расстояние от кончика рыла до глаз и до рта равно 12—15 %. Межглазничное пространство составляет 3,6—4,1 %, а расстояние между брызгальцами 6,0—6,6 % длины тела. Длина тонкого хвоста от клоаки до кончика равно 54—58 % длины тела. Имеется небольшой преорбитальный шип, а на рыле расположено несколько колючек. Обширные области дорсальной поверхности диска лишены чешуи, колючки отсутствуют. Вентральная поверхность голая. Хвост сверху колючий. На верхней челюсти расположено 29—26, на нижней 28—32 зубных ряда. Грудные плавники образованы 67—70 лучам. Количество позвонков 126—134. Спина ярко-синего цвета с узкой чёрной каймой по краям. Вентральная поверхность синевато-коричневая, жаберная область темнее основного фона. Область клоаки и углы рта беловатые. Максимальная зарегистрированная длина 41,3 см.

## Взаимодействие с человеком
Эти скаты не являются объектом целевого лова. Международный союз охраны природы присвоил виду охранный статус «Вызывающий наименьшие опасения».